# Käkspindlar
Käkspindlar (Tetragnathidae) är en familj i ordningen spindlar som kännetecknas av deras långsträckta käkar som kan bli lika långa som framkroppen. Spindlarnas kroppsstorlek varierar mellan cirka 2 mm och 50 mm.
Familjen finns över hela världen i ungefär 900 kända arter, av vilka 14 förekommer i Sverige.